# Mathieu (gmina)
Mathieu – miejscowość i gmina we Francji, w regionie Normandia, w departamencie Calvados.
Według danych na rok 1990 gminę zamieszkiwało 1577 osób, a gęstość zaludnienia wynosiła 167 osób/km² (wśród 1815 gmin Dolnej Normandii Mathieu plasuje się na 139. miejscu pod względem liczby ludności, natomiast pod względem powierzchni na miejscu 548.).